# Порцелянова війна
«Порцелянова війна» (англ. Porcelain War) — спільний американсько-українсько-австралійський документальний фільм про життя художників-керамістів у Харкові на початку російського вторгнення 2022 року. Фільм здобув низку відзнак і зокрема номінацію на Оскар 2025 як Найкращий повнометражний документальний фільм.

## Сюжет
Фільм розповідає про трьох українських митців — Славу Леонтьєва, його дружину Аню Стасенко та їхнього друга Андрія Стефанова —, які після початку повномасштабного російського вторгнення 2022 року залишилися в Харкові під постійними ракетними ударами. Слава Леонтьєв служить у війську, а крім того, троє художників разом борються з ворогом через мистецтво, створюючи порцелянові вироби та прикрашаючи ними зруйновані будівлі. На крихітних порцелянових фігурках вони відображають свій ідилічний минулий світ, непевне сьогодення та надію на майбутнє.

## Нагороди та номінації
| Рік  | Нагорода (або фестиваль)                     | Категорія                                                 | Отримувач                                                             | Результат |
| ---- | -------------------------------------------- | --------------------------------------------------------- | --------------------------------------------------------------------- | --------- |
| 2024 | Cinema Eye Honors                            | Приз глядацьких симпатій                                  | Порцелянова війна                                                     | Перемога  |
| 2024 | Cinema Eye Honors                            | Найкраще виробництво                                      | Аніла Сидорська, Пола Дюпре Песмен, Камілла Маццаферро, Олівія Анеман | Номінація |
| 2024 | Cinema Eye Honors                            | Найкраща операторська робота                              | Андрій Стефанов                                                       | Номінація |
| 2024 | Cinema Eye Honors                            | Найкращий візуальний дизайн                               | Брендан Белломо та BluBlu Studios                                     | Номінація |
| 2024 | Кінофестиваль «Санденс»                      | Гран-прі американського журі у сфері документального кіно | Порцелянова війна                                                     | Перемога  |
| 2024 | Кінофестиваль у Сарасоті                     | Спеціальна відзнака журі                                  | Порцелянова війна                                                     | Перемога  |
| 2024 | Міжнародний кінофестиваль у Сан-Франциско    | Найкращий документальний фільм                            | Порцелянова війна                                                     | Номінація |
| 2024 | Міжнародний кінофестиваль у Сіетлі           | Найкращий документальний фільм                            | Порцелянова війна                                                     | Перемога  |
| 2024 | Міжнародний кінофестиваль Cinéfest у Садбері | Приз глядацьких симпатій: Документальний фільм            | Порцелянова війна                                                     | Перемога  |
| 2024 | Вибір критиків: документальні фільми         | Найкращий(-і) новий(-і) режисер(-и) документального кіно  | Брендан Белломо та Слава Леонтьєв                                     | Номінація |
| 2024 | Вибір критиків: документальні фільми         | Найкращий політичний документальний фільм                 | Порцелянова війна                                                     | Номінація |
| 2025 | Супутник                                     | Найкращий документальний фільм                            | Порцелянова війна                                                     | Номінація |
| 2025 | AACTA                                        | Найкращий документальний фільм                            | Порцелянова війна                                                     | Номінація |
| 2025 | Премія Гільдії режисерів Америки             | Найкращий режисер документального фільму                  | Брендан Белломо та Слава Леонтьєв                                     | Перемога  |
| 2025 | Премія Гільдії продюсерів Америки            | Найкращий продюсер документального фільму                 | Порцелянова війна                                                     | Номінація |
| 2025 | Оскар                                        | Найкращий документальний повнометражний фільм             | Порцелянова війна                                                     | Номінація |

## Галерея

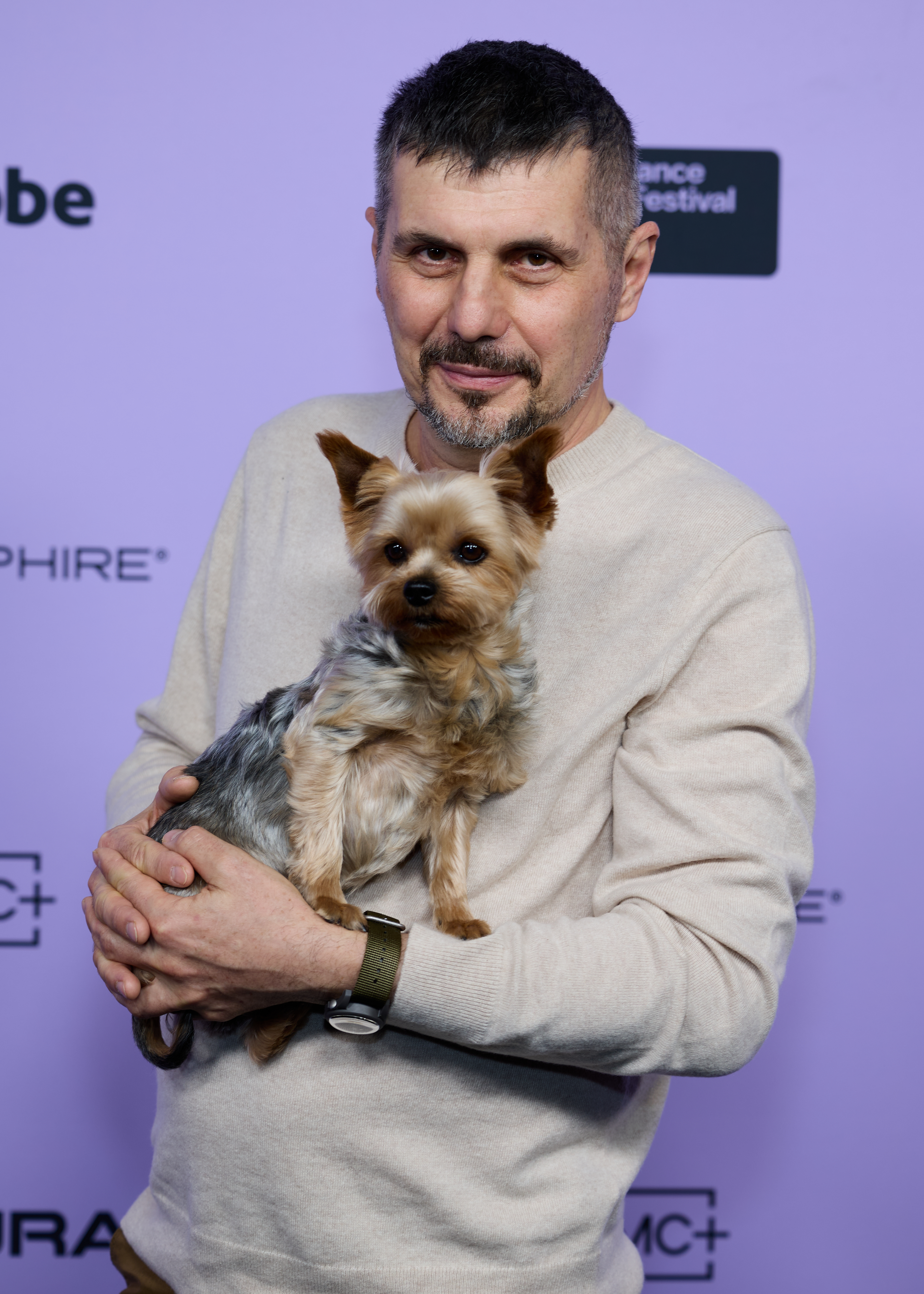
Слава Леонтьєв і Фродо на прем'єрі («Санденс», 2024)
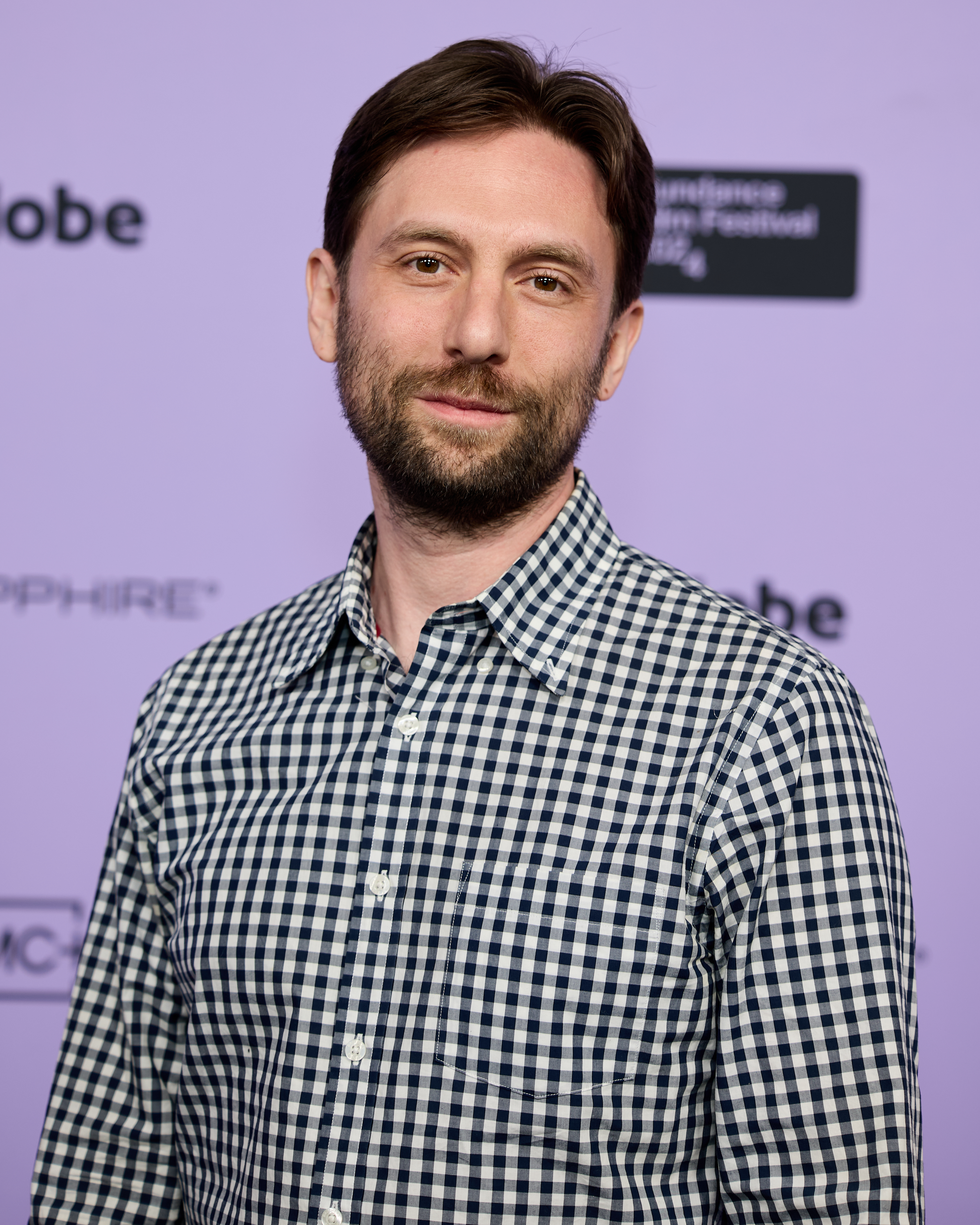
Брендан Белломо («Санденс», 2024)
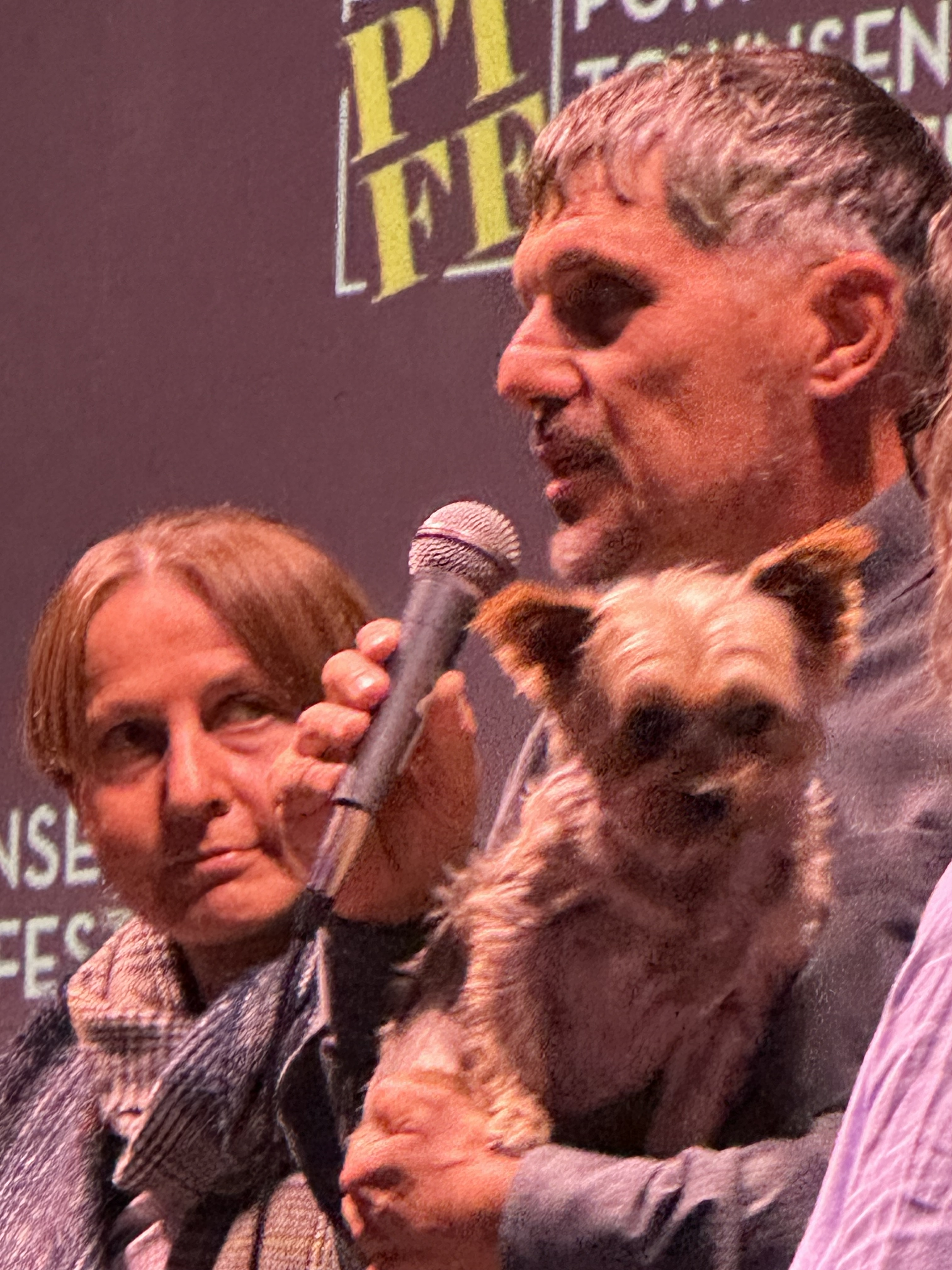
Анна Стасенко та Слава Леонтьєв на кінофестивалі у Порт-Таунсенді
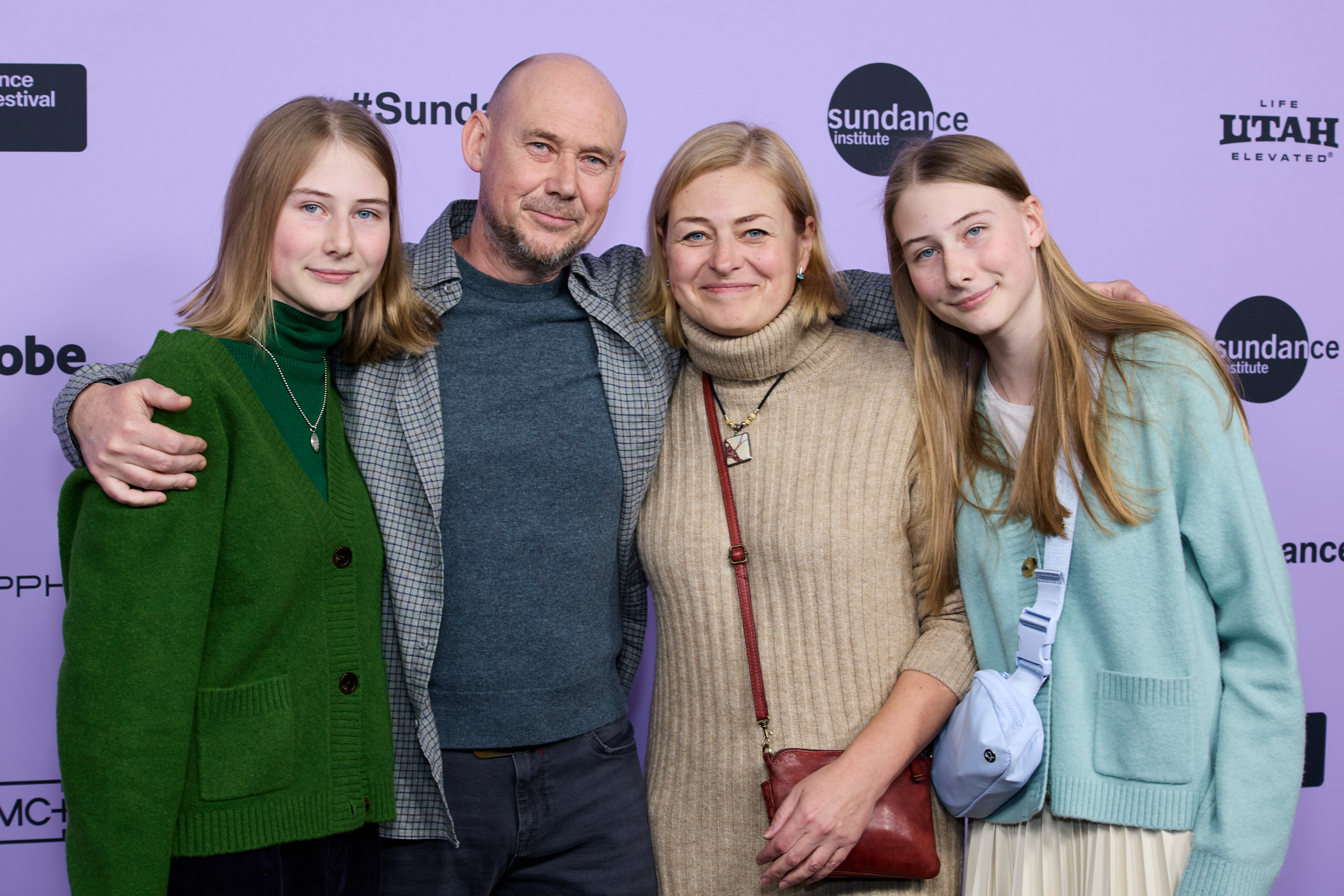
Андрій Стефанов, Соня та Аня Стефанові, Олена Герасименко («Санденс», 2024)
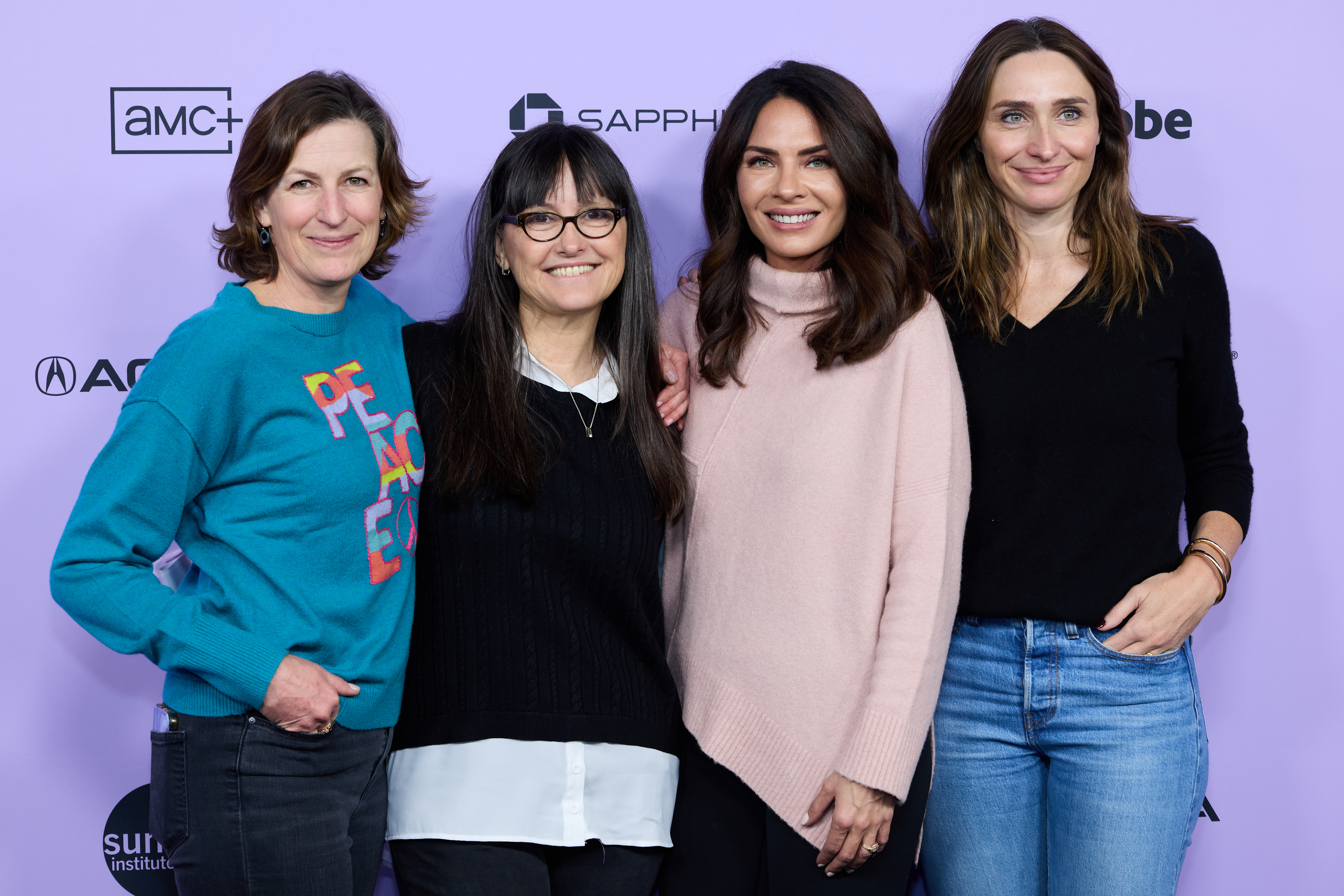
Аніела Сідерська («Санденс», 2024)